# Центральный (Бакчарский район)
Центра́льный — исчезнувший посёлок в Бакчарском районе Томской области. На момент упразднения входил в состав Кёнгинского сельсовета. Упразднен в 2004 году.

## География
Посёлок располагался на левом берегу реки Кёнга, в месте впадения в неё реки Пужа (Пуджё), в 29 км (по прямой) к северу от села Кёнга.

## История
Исторический населённый пункт южных селькупов (группа чумэлкуп) — юрты Макшины (Мокшины). Образовались в конце XIX в. изначально на правом берегу Кёнги напротив устья р. Пуджё, когда остяки Макшины и Минеевы переехали на р. Кёнгу из юрт Куяльцевых на Оби. Селькупское население покинуло Куяльцево, т.к. в конце 1880-х гг. Обь стала размывать берег рядом с посёлком, кроме того, развернулась крупномасштабная неводная добыча рыбы на Куяльцевском песке. Селькупы Макшины поселились на р. Кёнге, образовав Макшинское поселье (ныне п. Центральный). Минеевы уехали на р. Парабель и образовали новое поселение Минеевку или юрты Минейчивы, ещё одни юрты Минеевы были основаны на Кёнге рядом с Макшиными юртами, также на месте Центрального. 
Потомки основателей юрт Макшиных — Нина Степановна Макшина и Фёдор Степанович Макшин (носители нарымского диалекта южноселькупского языка, информанты лингвистов и этнографов) жили во второй половине XX в. в п. Нельмач на р. Парабели. В 1930-е гг. с приездом на Кёнгу спецпереселенцев на месте юрт Макшиных появился посёлок Центральный. В его окрестностях до сих пор фиксируются микротопонимы: Макшинский муч, Макшинская тайга, Макшинские могилки.
По данным на 1938 год в поселке размещалась Центральная поселковая комендатура, к которой также были прикреплены спецпосёлки: Ворошиловск, Доходный, Черепаново, Русский, Озеро, Клюкино, Саламино, Закауловский, Поспешево, Ильинский, Малиновка и Волково. В посёлке проживала 41 семья спецпоселенцев.
Постановлением Государственной Думы Томской области от 29.07.2004 года № 1359 посёлок Центральный исключён из учётных данных.

## Население
| 1939 | 1952 | 1959 | 1970 | 1979 | 1989 | 2002 |
| ---- | ---- | ---- | ---- | ---- | ---- | ---- |
| 250  | ↘152 | ↗166 | ↗188 | ↘125 | ↗136 | ↘5   |

В 1938 году в поселке проживало 188 человек спецпоселенцев, в том числе 52 мужчины, 59 женщин и 77 детей до 16 лет.